# Hercules Louis Dousman
Hercules Louis Dousman (4 août 1800 - 12 septembre 1868) était un commerçant et un spéculateur foncier qui joua un rôle important dans le développement économique de l'État du Wisconsin aux États-Unis. On dit qu'il fut le premier millionnaire de cet État.

## Jeunesse
Dousman est né sur Mackinac Island dans le Michigan, fils de Michael Dousman, un important commerçant en fourrures de l'île. Hercules fut éduqué à Elizabeth (New Jersey) puis travailla comme secrétaire dans un magasin de New York. Il revient plus tard à Mackinac Island où il est employé par l' American Fur Company. En 1826, la compagnie envoie Dousman sur la localité de la frontier de Prairie du Chien (Wisconsin) où il travaille comme assistant de l'agent local de la compagnie Joseph Rolette.

## Commerçant et homme d'affaires
À Prairie du Chien, Dousman fait montre de ses talents de commerçant et gravit rapidement les échelons de la compagnie. En 1834 il acquiert des parts dans la société Western Outfit, en 1840 il occupe le même poste que Joseph Rolette et Henry Hastings Sibley. Puis en 1842 l' American Fur Company est mise en faillite. Afin de continuer le commerce Dousman s'associe avec Rolette, Sibley et Pierre Chouteau dans une nouvelle compagnie qui remplacera la précédente dans le haut Mississippi. Quelques mois plus tard, Rolette meurt, endetté envers la compagnie. La plupart de ses biens sont saisis par ses associés dont Dousman. Grâce à ceci et d'autre revenus la santé financière de Dousman est florissante et continue à prospérer lorsqu'il investit dans des scieries au nord du Wisconsin et dans quelques terrains situés dans des régions à forte croissance démographique.

## Famille
Dans les années 1830 il vit à Prairie du Chien avec Margaret Campbell, ils ont trois enfants Emily, George et un troisième enfant mort né qui entraîne également la mort en couches de Margaret en 1838. En 1844, deux ans après la mort de son associé, il épouse sa veuve Jane Fisher Rolette. Le couple emménage dans une grande maison en briques que Dousman a fait construire l'année précédente et qui sera remplacée par la Villa Louis dans les années 1870, elle est alors appelée House on the Mound (la maison sur le mont), parce qu'elle est construite sur un monticule que l'on présume avoir été un tertre préhistorique. Hercules et Jane Dousman ont un fils, Hercules Louis Dousman II qui naît le 3 avril 1848. Deux mois plus tard, le Wisconsin devient un État.

## Millionnaire
Alors que le Wisconsin grandit, le commerce de la fourrure décline, surtout parce que les indiens qui étaient les principaux fournisseurs de la matière première sont chassés vers l'ouest par les nouveaux arrivants. Dousman se retire du commerce de la fourrure à la fin des années 1840 et se concentre sur ses investissements. En plus de ses achats immobiliers, du grain et du bois, Dousman investit dans les compagnies de transport, les vapeurs qui sillonnent alors le Mississippi. Plus tard, en 1852, Dousman devient le principal investisseur de la Madison & Prairie du Chien Railroad, une compagnie de chemin de fer crée pour permettre à la Milwaukee & Mississippi Railroad de parvenir à son but qui est de relié le Lac Michigan au Mississippi. Les deux sociétés fusionneront quelques années plus tard pour devenir la Chicago, Milwaukee, St. Paul and Pacific Railroad. L'influence de Dousman fut essentiel pour amener le chemin de fer à Prairie du Chien en 1857, faisant de la Milwaukee & Mississippi la première compagnie à poser ses voies à travers leWisconsin. La connexion de Prairie du Chien au chemin de fer cause une soudaine croissance économique et démographique. Dousman qui possède alors la plupart des terrains alentour en tire un énorme profit. Il possède alors une fortune d'un million de dollars, à cette époque il a moins de mille américains possédant une telle fortune.
Dousman meurt d'une attaque cardiaque le 12 septembre 1868. Ses possessions reviennent à sa femme et à son fils Louis. Dousman a depuis été immortalisé par deux nouvelles dont il est le personnage principal, écrits par August Derleth, Bright Journey et The House on the Mound. Dousman est enterré à Cavalry Cemetery à Prairie du Chien.

## Source
- (en) Cet article est partiellement ou en totalité issu de l’article de Wikipédia en anglais intitulé « Hercules L. Dousman » (voir la liste des auteurs).